# Chmielnik (gmina w województwie świętokrzyskim)
Chmielnik – gmina miejsko-wiejska w województwie świętokrzyskim, w powiecie kieleckim. W latach 1975–1998 gmina położona była w województwie kieleckim.
Siedziba gminy to Chmielnik.
Na koniec 2010 r. gminę zamieszkiwały 11 483 osoby. Natomiast według danych z 31 grudnia 2019 roku gminę zamieszkiwały 11 264 osoby.
11 marca 1924 część gminy Chmielnik (obszar o nazwie Blich I) włączono do Chmielnika.

## Struktura powierzchni
Według stanu na 1 stycznia 2011 r. powierzchnia gminy wynosi 142,19 km², z czego miasto Chmielnik zajmuje 7,8 km², zaś obszary wiejskie – 134,39 km².
W 2007 r. 75% obszaru gminy stanowiły użytki rolne, a 16% – użytki leśne.

## Demografia

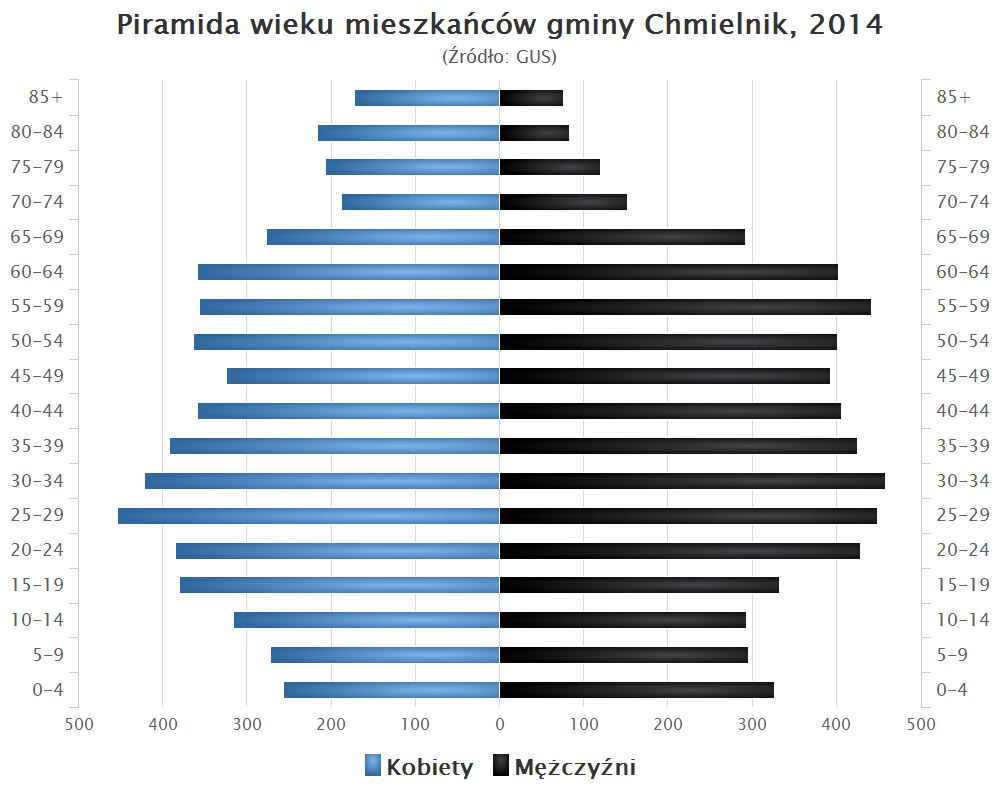
Piramida wieku mieszkańców gminy Chmielnik w 2014 roku

Liczba ludności (dane z 31 grudnia 2010):
|        | Ogółem | Ogółem | Kobiety | Kobiety | Mężczyźni | Mężczyźni |
| osób   | %      | osób   | %       | osób    | %         |           |
| ------ | ------ | ------ | ------- | ------- | --------- | --------- |
| Ogółem | 11 483 | 100    | 5743    | 50,01   | 5740      | 49,99     |
| Miasto | 3891   | 33,88  | 2028    | 17,66   | 1863      | 16,22     |
| Wieś   | 7592   | 66,12  | 3715    | 32,35   | 3877      | 33,76     |

▶Wieś vs ▶miasto
Ogółem (▶k, ▶m)
Miasto (▶k, ▶m)
Wieś (▶k, ▶m)

## Sołectwa
Borzykowa, Celiny, Celiny Nowe, Chomentówek, Ciecierze, Grabowiec, Holendry, Jasień, Kotlice, Lipy, Lubania, Łagiewniki, Ługi, Minostowice, Piotrkowice, Przededworze, Sędziejowice, Suchowola, Suliszów, Suskrajowice, Szyszczyce, Śladków Duży, Śladków Mały, Zrecze Chałupczańskie, Zrecze Duże, Zrecze Małe.

## Sąsiednie gminy
Busko-Zdrój, Gnojno, Kije, Morawica, Pierzchnica, Pińczów